# 伊瓦洛机场
伊瓦洛机场（芬蘭語：Ivalon lentoasema，IATA：IVL，ICAO：EFIV），位于芬兰伊纳里市镇伊瓦洛西南11公里处，是芬兰及欧盟最北的机场。2019年旅客吞吐量近24万人次。
伊瓦洛机场于1943年由德国军队所建，但之后德军在1945年弃用该机场时又将其破坏。1950年代，伊瓦洛机场被修复，芬兰航空的前身Aero Oy于1955年开通了伊瓦洛与罗瓦涅米之间的航线。1970年代，伊瓦洛机场进行了扩建，并于1975年开通与首都赫尔辛基之间的固定航线。
伊瓦洛机场有一条2499米长的跑道04/22，该跑道配有仪表着陆系统。之前曾有另一条长度为1720米的08/26跑道，然而该跑道已于2008年7月31日起停用。
新的航站楼在2015年启用，之后老航站楼也开始重新彻底维修，并在2015年底完工。
从机场有开往拉普兰区各地的班车。

## 航空公司及航点
| 航空公司     | 目的地                                 |
| ------------ | -------------------------------------- |
| 易捷航空     | 伦敦-盖特威克                          |
| 芬兰航空     | 赫尔辛基 季节性：基蒂莱、伦敦-盖特威克 |
| 捷特二航空   | 季节性包机：格拉斯哥、曼彻斯特         |
| 汉莎航空     | 季节性：法兰克福                       |
| 挪威穿梭航空 | 赫尔辛基                               |
| 泛航航空     | 季节性包机：阿姆斯特丹、罗瓦涅米       |
| 英国途易航空 | 季节性：伦敦-盖特威克、曼彻斯特        |
| 荷兰途易航空 | 季节性：阿姆斯特丹                     |

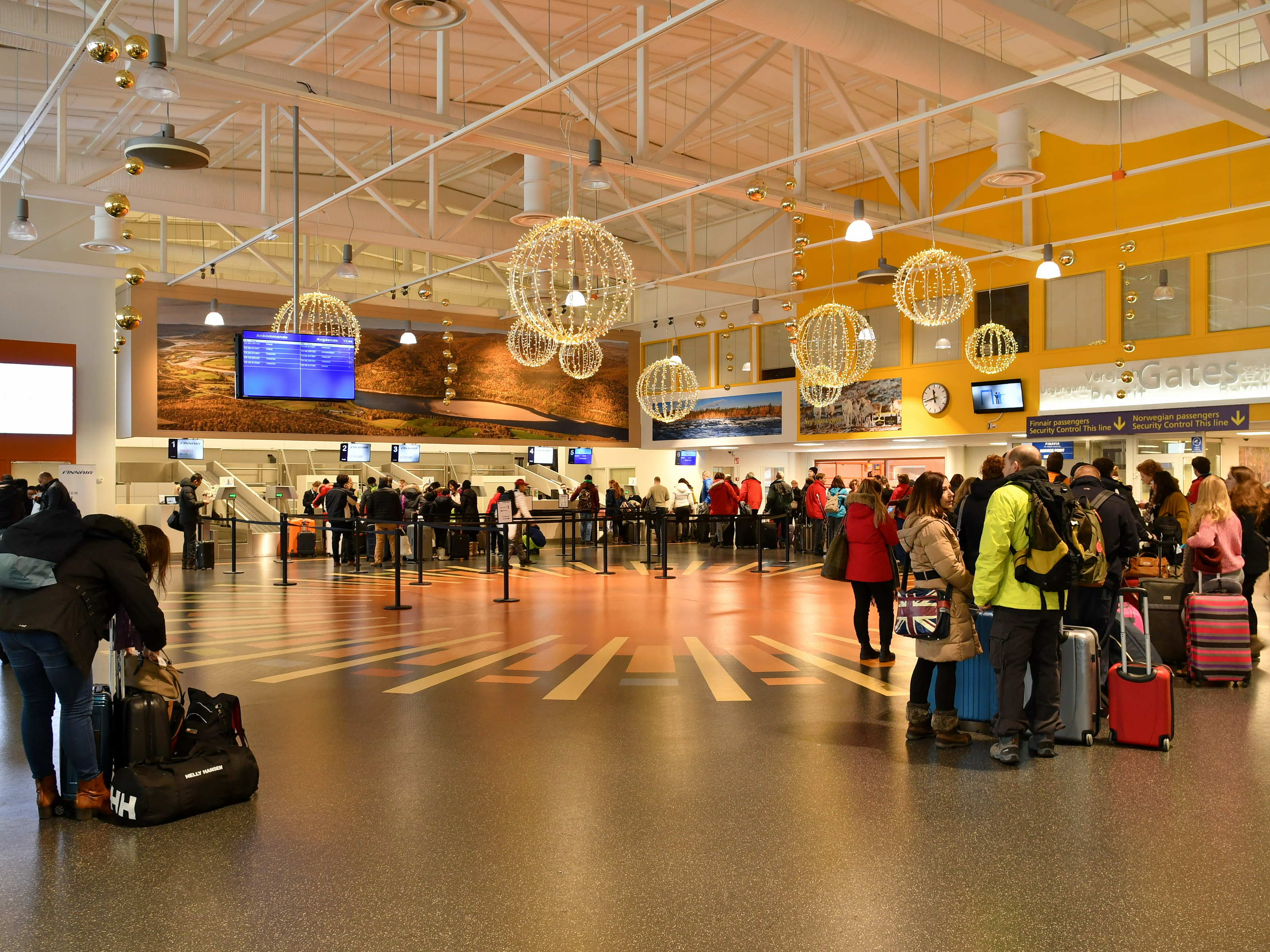
2017年2月时的值机大厅
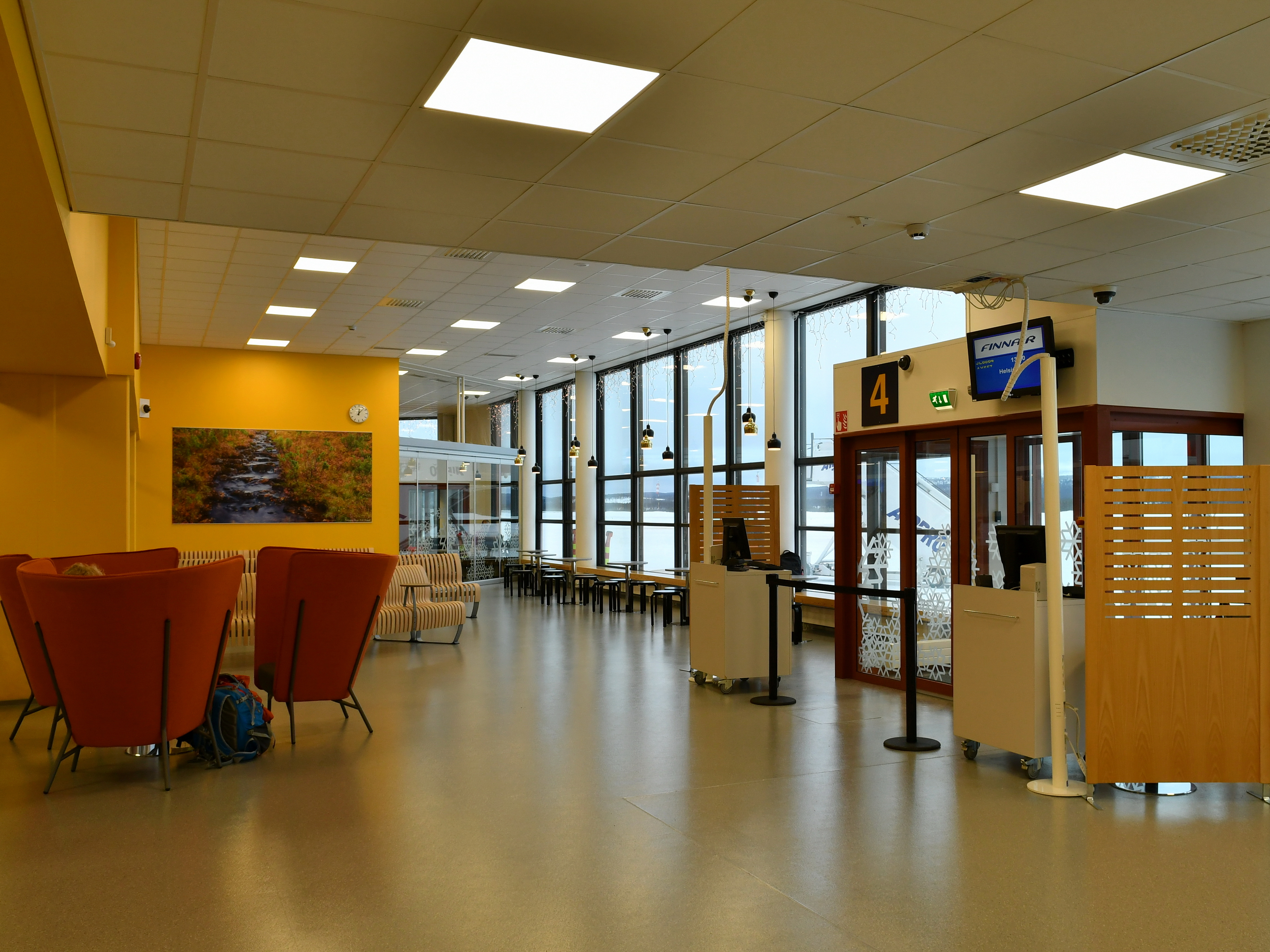
2017年2月时的候机厅与登机口
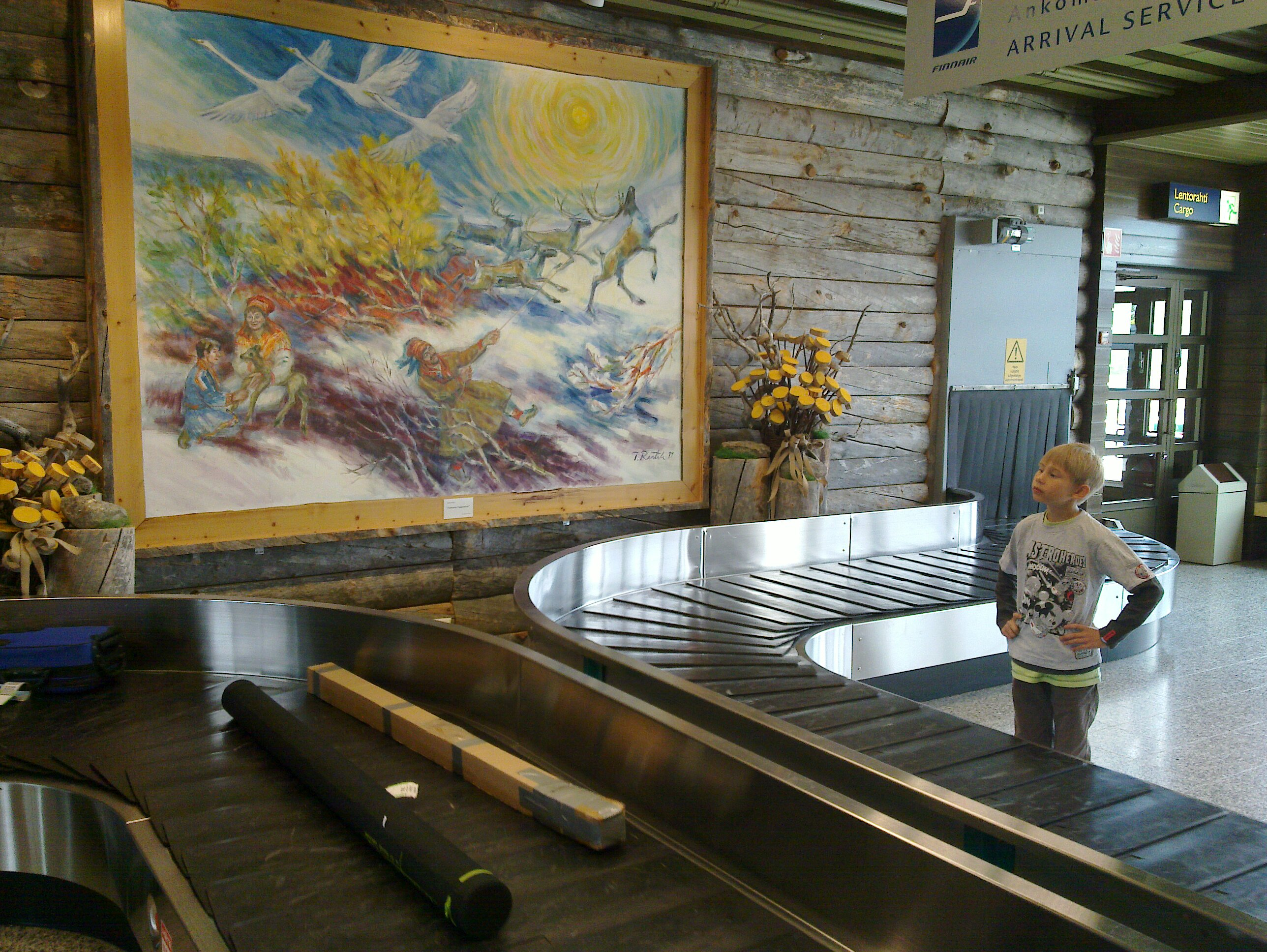
2010年6月时的行李提取处